# 港鐵單程票

港鐵成人及特惠磁帶單程票（已停止發行）

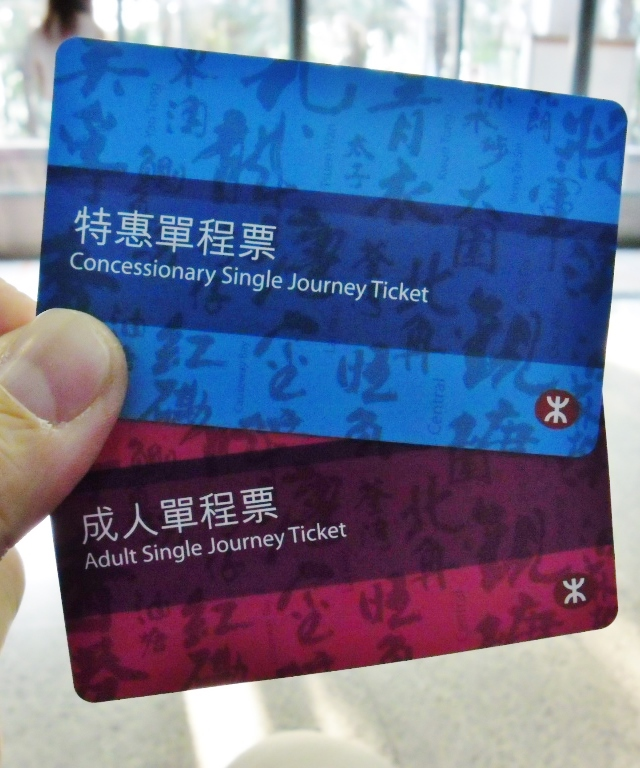
港鐵現時採用的成人及特惠單程票

港鐵單程票（英語：MTR Single Journey Ticket），是港鐵東鐵綫、觀塘綫、荃灣綫、港島綫、東涌綫、將軍澳綫、屯馬綫、迪士尼綫及南港島綫共九條港鐵綫所使用之車票，屬港鐵一般車票的票種，採用有晶片的膠質車票。所有使用人士均受《車票發出條件》、《香港鐵路附例》及其他相關條文所規限。

## 收費
為鼓勵乘客使用八達通乘車，多數車程八達通車費均比單程票為低/相等於單程票車費。然而，由於在可加可減機制下及自動售票機的技術限制，單程票調整售價必須以5毫為單位，而八達通則以1毫為單位，故此在2010年至2013年4次調整票價時，出現部份車程八達通車費較單程票車費貴的現象（車程分別有100個、36個、596個及206個；在2013年12月取消$0.1的幕門附加費後，則為204個）。在2014年6月港鐵加價後，剩餘的204個車程小童八達通所收取之車費較特惠單程票高亦會全數消除。

## 分類
普通等車票
- 成人單程票（英語：Adult Single Journey Ticket）：任何人士均可使用（持有「學生身分」／「殘疾人士身分」個人八達通之學生或12-64歲殘疾人士或持有「樂悠咭」之60-64歲香港居民使用單程票亦需使用此票），車票以紅色為主色。
- 特惠單程票（英語：Concessionary Single Journey Ticket）：只限3歲至11歲小童及65歲或以上長者使用（學生、12-64歲殘疾人士或60-64歲香港居民不可使用此票），車票以天藍色為主色。

普通等單程票在售票機，港鐵客務中心及自助客務機發售。
持有普通等車票的乘客，不能乘坐東鐵綫頭等。如乘客在頭等車廂佔用座位或站立（包括該等站立在走廊或通道的乘客），將被視為無票乘車，並須繳付HK$500附加費（將於2023年6月25日起調高至HK$1,000），及交出車票（港鐵職員有權沒收車票）。頭等車廂內，不設補票。
頭等車票
頭等車票在票面印有數目字「1」字，即頭等。
- 成人單程票－頭等（英語：Adult Single Journey Ticket - First Class）：任何人士均可使用（持有「學生身分」／「殘疾人士身分」個人八達通之學生或12-64歲殘疾人士或持有「樂悠咭」之60-64歲香港居民使用單程票亦需使用此票），持票人有資格乘搭東鐵綫頭等車卡之車程，車票以紫色為主色。
- 特惠單程票－頭等（英語：Concessionary Single Journey Ticket - First Class）：只限3歲至11歲小童及65歲或以上長者使用[註 1]，持票人有資格乘坐乘搭東鐵綫頭等車卡之車程，車票以深藍色為主色。

頭等車票只在東鐵綫沿途各站、黃竹坑站、利東站、海怡半島站、土瓜灣站、宋皇臺站、啟德站及顯徑站的自動售票機（土瓜灣、宋皇臺及啟德站只於指定自動售票機有售）及港鐵全綫各站客務中心（黃竹坑站、利東站、海怡半島站、土瓜灣站、宋皇臺站、啟德站及顯徑站除外）有售。
如已發出頭等車票而列車頭等載位不足，持有頭等車票的乘客可乘搭普通等，但無權申索退還頭等與普通等的車費差額。
免費車票
港鐵免費單程票是由港鐵公司免費向特定乘客發出的車票，車票限乘搭港鐵東鐵綫（普通等）、觀塘綫、荃灣綫、港島綫、東涌綫、將軍澳綫、屯馬綫、迪士尼綫及南港島綫共九條港鐵路綫一次，車票用後同樣會被閘機收回。
免費單程票可於相關推廣活動（例如搭十送一、搭一百賞一票）進行時，在港鐵沿途各站客務中心及特別櫃檯憑八達通積分換取，車票於換取後30天內有效。學生及12-64歲殘疾人士可以換領並使用免費單程票（特惠），唯使用時必須同時帶備相關身份的個人八達通以供查票之用，否則會被視作無票乘車，並須繳付HK$500附加費（將於2023年6月25日起調高至HK$1,000）。

## 注意事項
- 港鐵單程票適用於東鐵綫、觀塘綫、荃灣綫、港島綫、東涌綫、將軍澳綫、屯馬綫、迪士尼綫及南港島綫共九條港鐵路綫。車票用完後會被出閘機自動收回。
- 單程票可在任何購買日之車程使用，只需要票值相等或高於該程車費即可；如果持票乘客乘車超越其車票票值所限，需於出閘前前往客務中心繳付差額。[4]
- 因應部份節目及活動，部份人流較多的車站將呼籲乘客可預先多購一張車票作回程之用，以減省回程時排隊購買車票所需之時間，但車票只限即日有效。
- 由於馬場站站內不設自動售票機，所以往來馬場站的乘客請預先多購一張車票作回程之用，否則須於回程時到馬場站客務中心排隊購票。
- 由於出閘時閘機會被自動收回車票，乘客使用單程票（包括免費單程票）時，除非東鐵線紅磡至旺角東段進行工程時聯絡職員外，否則不可直接於尖沙咀站及尖東站轉綫，乘客須依照下列其中一種方法轉綫：
  - 於起點站先購買／使用前往尖沙咀站或尖東站的車票，到達轉車站後再購買／使用另一張往目的地的車票，繼續餘下車程，但兩程合計車費會高於其他車站轉綫。[7]
  - 於起點站直接購買前往目的地的車票，並使用其他車站轉綫。
- 持單程票乘客不能享用轉乘優惠（包括免費輕鐵／港鐵巴士／港鐵接駁巴士轉乘、小巴／巴士轉乘優惠等），亦不能享用車費回贈優惠（如適用）。
- 年齡12-64歲人士，包括已持有「學生身分」／「殘疾人士身分」個人八達通之學生／殘疾人士、以及已持有「樂悠咭」之60-64歲香港居民，在任何情況下不可使用特惠單程票乘搭港鐵，否則會視作無票乘車，並須繳交附加費HK$500（將於2023年6月25日起調高至HK$1,000），及交出車票（港鐵職員有權沒收車票）。學生、殘疾人士或60-64歲香港居民如需在港鐵網絡享用特惠車費，必須使用「學生身分」／「殘疾人士身分」個人八達通或「樂悠咭」。[8]
- 特惠單程票只供3歲至11歲小童及65歲或以上長者使用。使用特惠車票者可能會被要求出示身份證明文件或資格證明以確保其合乎使用車票的資格；如果乘客使用特惠車票，欲不符合任何一項條件，將被視作無購票論，須繳交HK$500作為附加費（將於2023年6月25日起調高至HK$1,000），及交出車票（港鐵職員有權沒收車票）。
- 長者、殘疾人士或60-64歲香港居民使用單程車票不能享有「長者及合資格殘疾人士公共交通票價優惠計劃」所提供的HK$2乘車優惠。長者、殘疾人士或60-64歲香港居民如需在港鐵網絡享用此優惠，必須使用長者／個人八達通、「殘疾人士身分」個人八達通或「樂悠咭」，方可享有HK$2乘車優惠。
- 乘客入閘後，需於150分鐘內完成車程並出閘，否則將可能被徵收相等於當時最高額之成人或特惠單程車費（視屬何情況而定）作為附加費。[4]
- 如當日港鐵通宵服務（如：中秋節、聖誕節、元旦、農曆新年等）或提早服務時間（如渣打馬拉松進行的日子），車票則於早上五時前（以出閘時間為準）有效。
- 當查票員使用讀卡器查驗乘客車票或八達通時，乘客可向查票員索取「車票/ 八達通資料讀查報告」而毋須提供個人資料，但此舉可確保聲稱的讀卡器使用時卡內面額不會被扣減或被更改乘車資料，同時，另要求在報告中清楚記錄低當時查票的人的全名及職員編號，以及他的上司的全名及職員編號。（詳情可向港鐵查詢）

### 其他票務系統的票種
機場快綫及輕鐵車票
由於機場快綫及輕鐵的與市區綫的票務系統有異，上述車票種類不適用於機場快綫及輕鐵，乘客需分別另購以下種類車票（車費會被獨立計算）：
- 機場快綫：機場快綫單程票、機場快綫即日來回票或機場快綫來回票
- 輕鐵：輕鐵單程票。

如欲享有港鐵及機場快綫／輕鐵的轉乘優惠，必須使用八達通、遊客全日通、遊客過境旅遊票、機場快綫旅遊票、屯門－南昌全日通、屯門－南昌全月通加強版或屯門－紅磡全月通加強版，方可享有轉乘優惠。

## 歷史
在2008年9月28日為兩鐵合併而進行的統一單程車票系統工作完成前，港鐵單程票適用於港鐵市區綫三個票務系統，包括：
1. 前九廣鐵路（東部）票務系統：東鐵綫及馬鞍山綫（現屯馬綫大圍至烏溪沙段）；
2. 前地鐵票務系統：港島綫、荃灣綫、觀塘綫、將軍澳綫、東涌綫及迪士尼綫；
3. 前九廣鐵路（西部）票務系統：西鐵綫（現屯馬綫屯門至南昌段）。

- 當時頭等車票只在東鐵綫沿途各站售票機及客務中心有售。
- 當時持有「學生身分」個人八達通之學生可在港島綫、荃灣綫、觀塘綫、將軍澳綫、東涌綫及迪士尼綫使用特惠單程票。
- 當時南港島綫尚未通車。
- 西鐵綫及馬鞍山綫已經與沙田至中環綫（大圍至紅磡段）連接，並更改為屯馬綫。

港鐵營運初期，前兩間鐵路公司的三個票務系統尚未趕及結合，在不同的系統需各自購買一張單程票。乘客若需要在轉乘站九龍塘站、南昌站、美孚站及尖沙咀站／尖東站轉乘，須於起點站購買前往轉車站的車票，於轉車站重新購買另一張車票往目的地，亦不可使用南昌站的轉車閘機進行東涌綫與西鐵綫的轉乘，須使用大堂兩端出閘，然後再購買另一張車票往目的地。
2008年9月28日起，由於三個票務系統經已整合為一，故由當日開始可使用一張單程票通行三個票務系統。基於票務系統限制，新的票務系統藉由九鐵的票務系統程式而擴充，而不是使用前地鐵的。

## 智能車票取代磁帶車票
港鐵宣佈，由於磁帶車票相關的技術已過時，維修保養日益困難，於2013年10月20日起逐步停止出售磁帶車票，並改以智能車票代替。目前所有車站均已改用智能單程車票。
智能車票的成本雖然比磁帶車票貴，但耐用程度則較磁帶車票高出4倍。屆時本單程票將被重新設計，並改為「拍票入閘．插票出閘」的形式使用。當車票使用「拍票出閘」的形式使用，插票口的提示燈會閃爍，提示乘客須以「插票出閘」的形式使用。車票所儲存之資料亦將被加密，防止有人自行「無限增值」。類似的新車票，目前已在機場快綫使用，但該線不會回收車票。整個更換票務系統的工程已於2014年3月19日完成，耗資約兩億元，其後將用途擴展至輕鐵及港鐵巴士(只適用於紀念車票並以及需要使用新版本收費器)。而車票的票值及有效期可於各港鐵車站（機場快綫除外）的「八達通查閱機」查閱。

## 外部連結
- 香港鐵路大典上的相关条目：港鐵單程票